# Рюттюярви
Рю́ттюя́рви (фин. Ryttyjärvi) — озеро на территории Кааламского сельского поселения Сортавальского района Республики Карелия.

## Общие сведения
Площадь озера — 1 км². Располагается на высоте 49,5 метров над уровнем моря.
Форма озера продолговатая: вытянуто с запада на восток. Берега возвышенные, скалистые.
Из озера вытекает безымянный ручей, впадающий озеро Ристиярви, откуда уже вытекает ручей, впадающий в Ладожское озеро.
Населённые пункты близ озера отсутствуют. Ближайший — посёлок Рюттю — расположен в 2 км к юго-западу от озера.
Код объекта в государственном водном реестре — 01040300211102000013292.